# Franz Neubauer (General)
Friedrich Franz Neubauer (* 4. Januar 1862 in Jerchel bei Stendal; † unbekannt (nach 1918)) war ein sächsischer Generalmajor.

## Leben
Der Vater war Amtmann in Franz Neubauers Geburtsort Jerchel, belegt für 1860, 1862 und noch 1863; 1863 auch als „Herr Neubauer-Jerchel“ bezeichnet, 1864 als „F. Neubauer, Gutspächter“ zu Jerchel.
Im „Verzeichnis der Schüler [des Gymnasiums zu Stendal], welche Weihnachten 1873 die Schule besuchten“ wird in der Quinta „F. Neubauer aus Jerchel“ genannt, gleichzeitig mit „M. Neubauer aus Jerchel“, sowie in der Sexta „E. Neubauer aus Jerchel“. Im „Verzeichnis der Schüler, welche Weihnachten 1875 die Schule besuchten“ wird „Franz Neubauer aus Jerchel“ in der Tertia B genannt.
Franz Neubauer trat 1882 als Avantageur in die sächsische Armee ein und wurde am 24. Januar 1883 zum Fähnrich beim 2. Feldartillerie-Regiment Nr. 28 ernannt. Er avancierte am 29. September des Jahres zum Leutnant im Regiment und durchlief in den folgenden Jahren eine typische militärische Laufbahn, stieg am 29. April 1890 zum Oberleutnant auf und wurde in das 3. Feldartillerie-Regiment Nr. 32 versetzt, wo er am 24. Mai 1894 zum Hauptmann und Batteriechef aufstieg. In den nachfolgenden Jahren diente er u. a. als Direktions-Assistent bei der Artillerie-Werkstatt in Dresden und etatsmäßiger Stabsoffizier beim 4. Feldartillerie-Regiment Nr. 48 und wurde in letzterer Eigenschaft am 22. April 1905 zum Major bei der Allgemeinen Armee-Abteilung im sächsischen Kriegsministerium unter dem Abteilungschef Oberst Horst Edler von der Planitz befördert. Nachfolgend diente er als Abteilungskommandeur der I. Abteilung im 1. Feldartillerie-Regiment Nr. 12. 1910 wurde er mit der Führung des 6. Feldartillerie-Regiment Nr. 68 beauftragt und wurde nach Beförderung zum Oberstleutnant am 23. September 1911 in dieser Position bestätigt. Unter Genehmigung seines Abschiedsgesuches wurde er noch am 20. April 1914 zur Disposition gestellt.
Nach Ausbruch des Ersten Weltkrieges wurde er bis September 1914 als Oberst Kommandeur des Reserve-Feldartillerie-Regiments Nr. 23 und mit dem Eisernen Kreuz II. Klasse ausgezeichnet. Schon im Oktober des Jahres wurde er mit dem Eisernen Kreuz I. Klasse ausgezeichnet. Nachfolgend wurde er Regimentskommandeur des Königlich-Sächsischen Reserve-Feldartillerie-Regiments Nr. 32. Während der Herbstschlacht in der Champagne diente er als Kommandeur der Gruppe A und konnte mit seiner Artillerie seinen Abschnitt verteidigen. Mit dem Feuer seiner Batterien konnte er diesen bedrohten Abschnitt vor einem Großangriff der französischen Truppen verteidigen. Für diese Verdienste wurde er am 29. Oktober 1915 mit dem Ritterkreuz des Militär-St.-Heinrichs-Ordens ausgezeichnet. Im weiteren Verlaufe des Krieges wurde Neubauer zum Generalmajor befördert und zum Artillerie-Kommandeur 118 (Arko 118) ernannt. Bei Langemarck im Juli 1917 konnte er mit seiner Artillerie einen Großangriff stoppen, wofür er am 7. September 1917 mit dem Kommandeurkreuz II. Klasse des Militär-St.-Heinrichs-Ordens ausgezeichnet wurde. Nach Kriegsende schied er erneut aus dem Militär aus.